# Konstantin Szachowskoj
Konstantin Jakowlewicz Szachowskoj, ros. Константин Яковлевич Шаховской (ur. 16 października?/29 października 1905 w Chołmie, zm. 4 czerwca 1972) – rosyjski emigracyjny duchowny, działacz i publicysta prawosławny
Pochodził z rodu kniaziowskiego. W 1919 r. jego rodzina wyjechała z Rosji do Estonii. W 1925 r. K. J. Szachowskoj ukończył gimnazjum w Pieczorach, zaś w 1930 r. studia rolnicze na uniwersytecie w Tartu. Działał w Rosyjskim Studenckim Ruchu Chrześcijańskim. W 1936 r. ukończył seminarium duchowne w Pieczorach, po czym rozpoczął studia teologiczne w Studium Teologii Prawosławnej Uniwersytetu Warszawskiego, które trwały do 1939 r. W międzyczasie w 1937 r. wyświęcono go na diakona, a następnie na kapłana. Po ataku wojsk niemieckich na ZSRR 22 czerwca 1941 r., wszedł w skład Pskowskiej Misji Prawosławnej. Posługiwał w cerkwi św. Warłaama w okupowanym Pskowie. Zorganizował szkółkę niedzielną dla dzieci. Pisał artykuły do organu prasowego misji "Prawosławny Chrześcijanin". W poł. 1944 r. ewakuował się do Rygi, gdzie został aresztowany przez NKWD. Po procesie skazano go pod koniec lipca 1945 r. na karę 10 lat łagrów. W 1954 r. KGB zaproponowało mu probostwo w soborze katedralnym Św. Trójcy w Pskowie w zamian za podpisanie zobowiązania do współpracy, ale odmówił. W 1955 r. wyszedł na wolność. Służył w eparchii tomskiej i krasnojarskiej. W 1956 r. otrzymał godność protoprezbietra. W 1966 r. przyjechał do estońskiej Parnawy, ale nie dostał licencji od władz. Po kilku latach metropolicie tallińskiemu Aleksemu udało się uzyskać zgodę na posługiwanie K. J. Szachowskiego we wsi Jaama niedaleko Monasteru Piuchtickiego.